# 趙美玲
趙美玲（韓語：조미령，1973年4月16日—），韓國女演員，1995年MBC第24期公開招募演員。

## 演出作品

### 電視劇
- 1997年：MBC《星夢奇緣》飾演 李華
- 1997年：MBC《妙手情天》飾演 懷孕的女明星
- 2004年：MBC《天生緣分》飾演 趙安娜
- 2004年：MBC《小姐和大嬸的關係》飾演 崔江智
- 2005年：SBS《三葉草》
- 2005年：SBS《女王的條件》飾演 藍蘭珠
- 2005年：SBS《重返單身》飾演 江惠蘭
- 2005年：KBS《黃金蘋果》飾演 美子
- 2006年：MBC《流氓醫生》
- 2006年：KBS《19歲的純情》飾演 羅八子
- 2007年：MBC《謝謝》飾演 朴素蘭
- 2007年：SBS《相愛的好日子》
- 2008年：SBS《我愛你》飾演 羅珍熙
- 2009年：SBS《自鳴鼓》飾演 雜技團的老闆娘
- 2010年：OCN《丁若鏞》飾演 紅梅會的會長
- 2010年：KBS《推奴》飾演 酒舖老闆娘
- 2010年：tvN《豐年公寓》飾演 洪馬覃
- 2010年：SBS《人生多美麗》飾演 梁秀子
- 2011年：KBS《童顏美女》飾演 衣服設計比賽的評委（客串）
- 2011年：KBS《Drama Special－男人流淚》
- 2011年：MBC《絕不認輸》飾演 金英珠
- 2011年：KBS《烏鵲橋兄弟》飾演 鄭允淑
- 2011年：MBC《光與影》飾演 順愛
- 2012年：MBC《Dr. JIN》飾演 針線坊的老闆娘（客串）
- 2012年：MBC《吳子龍走吧》飾演 李棋瑩
- 2013年：SBS《出生的祕密》飾演 沈妍靜
- 2013年：KBS《秘密》飾演 洪仁珠
- 2014年：SBS《誘惑》飾演 朱名華
- 2014年：MBC《Mr.Back》飾演 崔美慧
- 2015年：KBS《Drama Special－紅月亮》
- 2015年：KBS《全都會好的》飾演 裴東淑
- 2015年：KBS《拜託了，媽媽》飾演 韓恩玉
- 2017年：KBS《三流之路》飾演 百貨公司VIP客人（客串）
- 2017年：KBS《學校2017》飾演 張素蘭
- 2018年：KBS《人偶之家》飾演 殷淑子
- 2018年：MBC《捉迷藏》飾演 朴海蘭
- 2019年：MBC《黃金庭院》飾演 韓秀美
- 2020年：KBS《結過一次了》飾演 洪蓮紅
- 2020年：KBS《不管誰說什麼》飾演 李智蘭
- 2022年：KBS《加油，我的人生》飾演 方惠蘭
- 2023年：MBC《天空的因緣》飾演 蔡盈恩
- 2024年：KBS1《幸運的我們》飾演 張允慈

### 電影
- 2003年：《我的老婆是大佬2》
- 2003年：《偉大的遺產》
- 2004年：《肩膀朋友》
- 2005年：《戀愛魔術師》
- 2005年：《偷情高手》
- 2006年：《堤壩傳說》
- 2008年：《大韓，民國》

## 提名及獲獎列表
| 年度   | 頒獎典禮    | 獎項                    | 作品   | 結果 |
| 2018年 | MBC演技大賞 | 週末特別企劃部門 助演獎 | 捉迷藏 | 提名 |

## 外部連結
- NAVER搜索 （页面存档备份，存于）
- 趙美玲的Instagram帳戶